# Bactrocera umbrosa
Bactrocera umbrosa är en tvåvingeart som först beskrevs av Fabricius 1805.  Bactrocera umbrosa ingår i släktet Bactrocera och familjen borrflugor. Inga underarter finns listade.